# Base navale de Tutuila
United States Naval Station Tutuila
La base navale de Tutuila est une base de l'United States Navy située sur l'île de Tutuila dans les Samoa américaines. Active depuis 1872 comme station de ravitaillement, des travaux entrepris à partir de 1898 lui permettent de devenir une base navale opérationnelle entre 1899 et 1951. Durant l’occupation du site par la marine américaine, il était de coutume pour le commandant de la station de  servir également de gouverneur militaire du territoire. Benjamin Franklin Tilley est le premier commandant et le premier officier responsable de la construction de la station navale.

## Histoire

### Création de la base

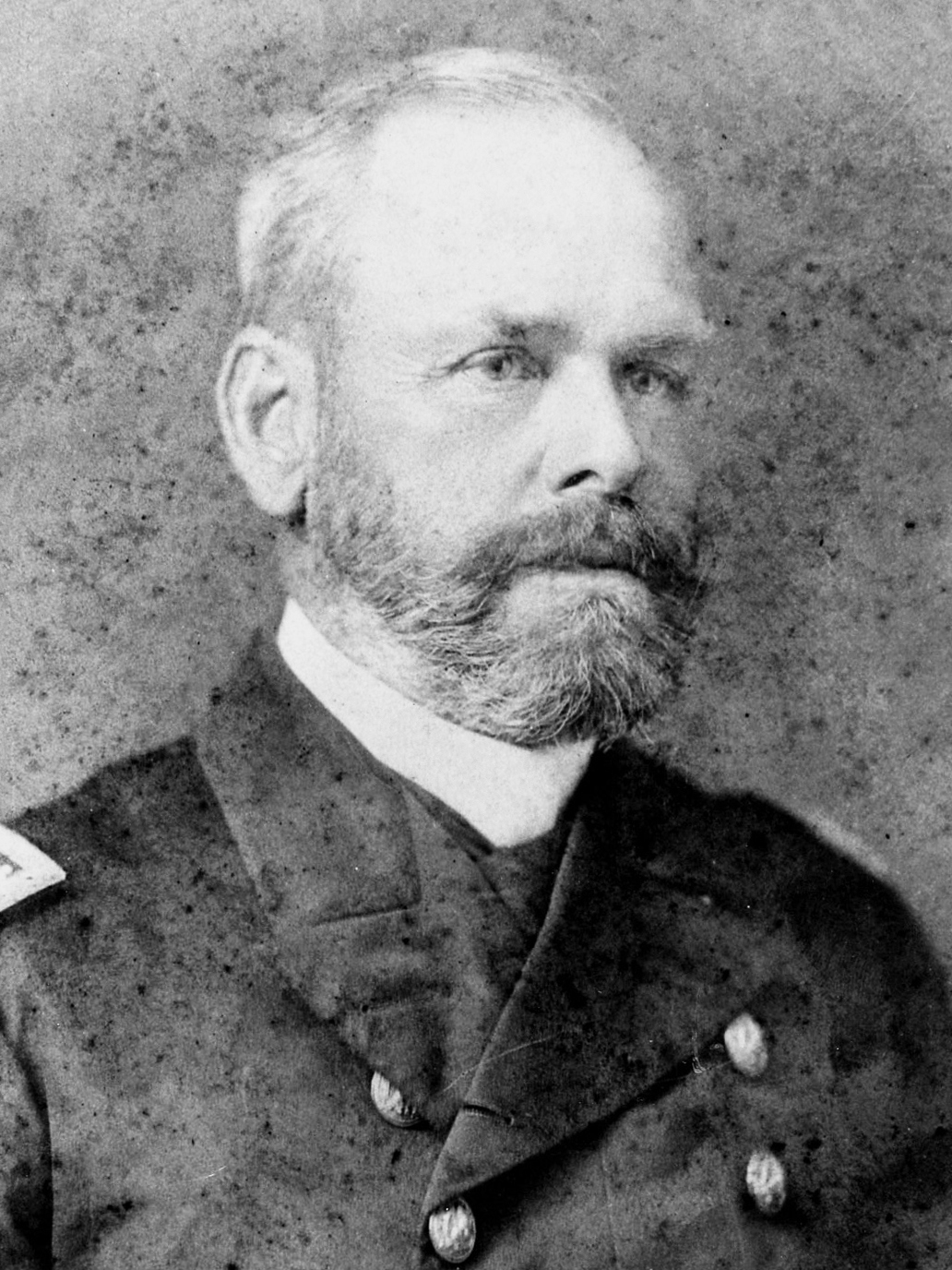
Benjamin Franklin Tilley.

Situé dans le Pacifique Sud, à mi-chemin entre Hawaï et la Nouvelle-Zélande, le site a été choisi, en 1872, par le commandant Richard Worsam Meade (en), qui a négocié avec le grand chef Samoan Mauga Manuma l'installation d'un dépôt de charbon à des fins d'utilisation par la marine des États-Unis.
Les États-Unis ont d'abord exprimé leur intérêt pour la construction d'une station navale à Pago Pago, aux Samoa en 1872 à la demande d'Henry A. Peirce (en), United States Minister to Hawaii (en). À cet effet, un traité est rédigé et soumis, mais il n'est pas approuvé par le Sénat américain. Six ans plus tard, le 13 février 1878, un traité séparé est ratifié par le Sénat qui accordé la reconnaissance diplomatique du gouvernement samoan et réaffirme la permission de construire une station navale dans le pays.  Bien qu'il n'y ait pas d'autres obstacles politiques, le financement de la station n’est finalement pas attribué et seul un petit dépôt de charbon est construit sur l'île. 
La construction de la station navale commence finalement vingt ans plus tard, en 1898, dirigée par des entrepreneurs civils. Au début de 1899, on assigne à Benjamin Franklin Tilley la tâche de superviser la construction de la station avant d'en devenir le premier commandant. On lui attribue aussi le commandement d'un charbonnier, l'USS Abarenda, qui transporte de l'acier et du charbon pour le site de construction et qui doit servir de premier navire à la station. Après un long voyage, Tilley prend son nouveau poste le 13 août 1899.
La construction de la base navale demeure la principale responsabilité de Tilley, et il est envoyé à chercher des fournitures et du charbon supplémentaires à Auckland en Nouvelle-Zélande. Moins d'un mois après son retour, le 19 février 1900, le président William McKinley place le territoire sous le contrôle de la Marine des États-Unis. Le Secrétaire à la Marine adjoint, Charles Herbert Allen (en) nomme Tilley commandant de la base navale de Tutuila avec la directive de cultiver des relations amicales avec les indigènes.

### Seconde Guerre mondiale
Avant 1940, Tutuila demeure une station navale mineure utilisée principalement par les Pacific Squadron et Asiatic Squadron. Cependant, avec la menace d'une guerre du Pacifique, des plans sont établis pour le développement de ses capacités. L'expansion de la station navale débute en novembre 1940. Après l'attaque de Pearl Harbor en décembre 1941, l'activité navale de Tutuila augmente considérablement. Le nombre de navires à accoster est passé de trois en décembre 1941 à 56 en décembre 1942. L’activité de livraison est intense tout au long de 1943. En mars 1943, 121 navires passent par le port de Pago Pago. Cependant, avec le déplacement des combats vers le Nord et l'Ouest, l'importance stratégique de Tutuila recule. L'arrivée de transport diminue après février 1944, de cinquante navires par mois à moins de vingt.
Le 11 janvier 1942, un sous-marin japonais fait surface au large des côtes de Tutuila et tire quinze obus depuis son canon de pont sur la station navale en une dizaine de minutes. La plupart des obus s’écrasent dans la baie, mais le commandant Edwin Robinson est blessé au genou par des éclats d'obus et un membre de la garde Fita Fita est légèrement blessé. Ironiquement, le seul bâtiment endommagé par le feu à la suite des tirs du sous-marin est un magasin appartenant à un expatrié japonais, Frank Shimasaki. C’est la seule attaque japonaise sur les Samoa lors de la Seconde Guerre mondiale.
Après-guerre, l'importance militaire de Tutuila continue de diminuer, et en 1951, le contrôle des Samoa américaines est transférée de la Marine au département de l'Intérieur des États-Unis. La base navale de Tutuila est fermée, et le dernier transport naval, l'USS General R. L. Howze, quitte la base le 25 juin 1951. Le port retrouve ensuite un usage exclusivement commercial. Seize bâtiments de l'ancienne station navale sont répertoriés sur le Registre national des lieux historiques, dont l'un, l'hôtel du Gouvernement, est devenu un monument historique national,.